# Emancipação judaica no Reino Unido
1. A Emancipação judaica no Reino Unido foi o culminar no século XIX dos esforços de mais de várias centenas de anos para liberar as restrições legais estabelecidas sobre a população judaica do Reino Unido. A classe mercantil de judeus da nação era há muito reconhecida como um bem econômico, e eles e seus aliados no Parlamento procuraram finalmente ganhar a aprovação de leis que colocaram os judeus masculinos no Reino Unido em pé de igualdade jurídica com outros homens emancipados do reino.

## [1]Ligações externas
- England related articles in the Jewish Encyclopedia
- Thomas Macaulay's 1830 speech on the exclusion of Jews from parliament

1. ↑  dev (3 de abril de 2006). «Retorno à Inglaterra». Morashá. Consultado em 2 de julho de 2025